# Ewald Mataré

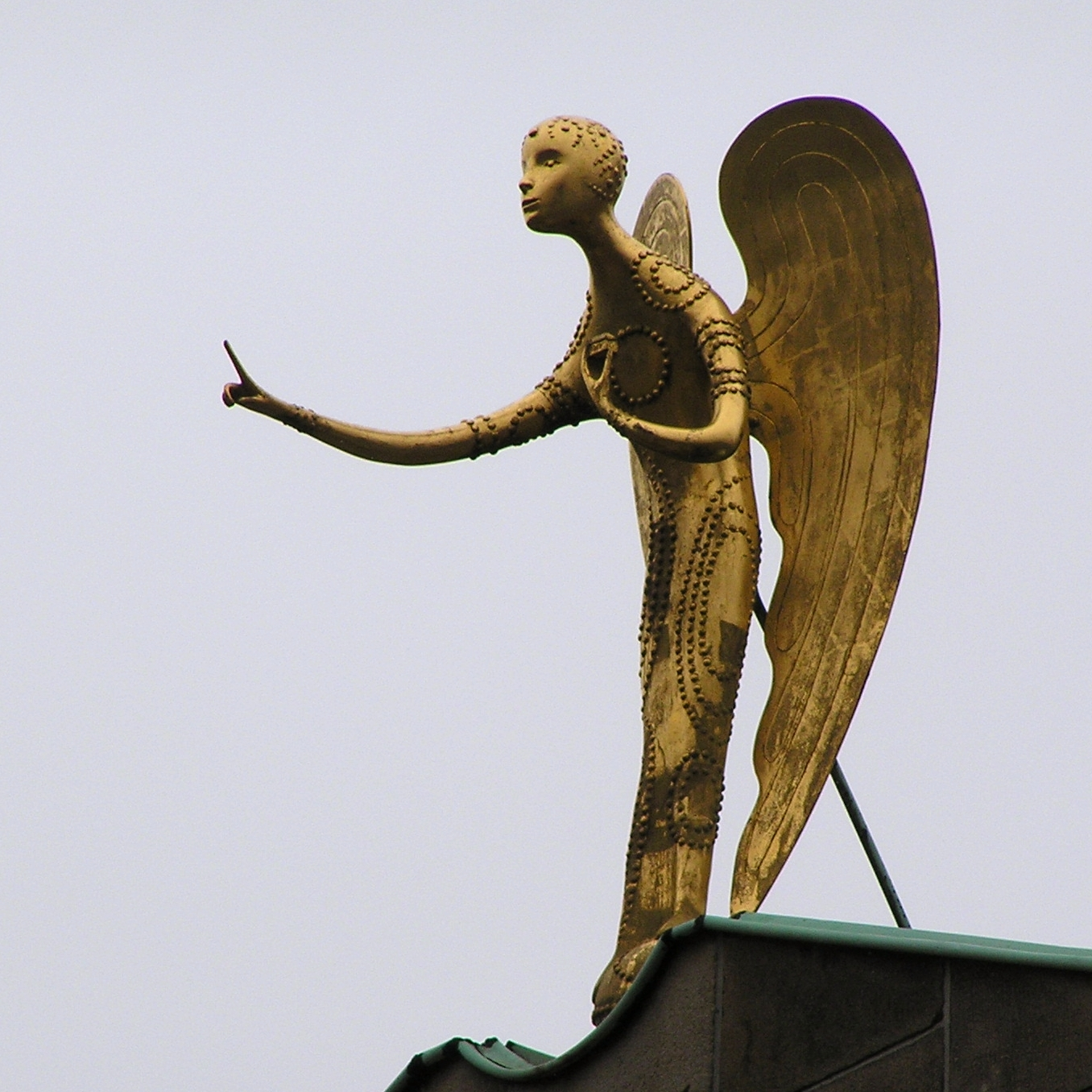
Anjo, nos apartamentos do bispo da diocese de Essen.

Ewald Wilhelm Hubert Mataré (Burtscheid, 25 de fevereiro de 1887 – Büderich, 28 de março de 1965) foi um pintor e escultor alemão, adscrito ao expressionismo. Uma grande parte da sua obra esculpida consiste em figuras de animais.
Estudou na Akademie der Künste de Berlim com Julius Ehrentraut, Lovis Corinth e Arthur Kampf. Em 1918 uniu-se ao Novembergruppe. 
Em 1932 recebeu uma cátedra na Kunstakademie de Düsseldorf. Porém, em 1933 por causa do nazismo foi denunciado como "degenerado" e expulso da sua posição. Uma das suas esculturas, Die Katze (O gato) foi colocada na exposição da vergonha e burla Entartete Kunst (Arte degenerada), organizada pelos nazistas em Munique em 1937. Desde então, as encomendas da Igreja tornaram-se a sua única fonte de renda.
Depois da guerra, foi requerido para ser o diretor da Kunstakademie de Düsseldorf, ainda que logo renunciasse, por ficarem ainda muitos professores na Akademie que tinham ensinado ativamente ali durante o Terceiro Reich. Contudo, esteve ativo na Academia o tempo suficiente para ensinar a artistas como Erwin Heerich, Georg Meistermann e Joseph Beuys. Durante este tempo teve muitas encomendas do setor público, assim como novamente do religioso, como as quatro portas para o portal sul da catedral de Colônia. Participou na Documenta 1 (1955) e 2 (1959). 

## Obras
- As portas da entrada meridional da Catedral de Colônia.
- As portas da Igreja da Paz em Hiroshima.
- Design de Altar na Igreja de Santo André de Düsseldorf.
- Interior da Igreja de São Roque, em Düsseldorf (parcialmente destruído).
- A fénix no Parlamento (Landtag) da Renânia do Norte-Vestfália.
- A fonte das pombas frente à Catedral de Colônia.
- Porta de entrada e janelas da Kunstakademie de Düsseldorf.
- Portal da Basílica de São Lamberto em Düsseldorf.
- Fachada e varanda no Schatzhaus de Essen.
- Fachada da Casa Atlântida em Bremen.
- Memorial do Soldado em Cleves
- As portas de entrada e a decoração da capela do Instituto Social Católico (KSI) da Arquidiocese de Colônia, em Bad Honnef.